# どんぐりッ子
『どんぐりッ子』（どんぐりッこ）は、1976年公開の森昌子の初主演、西河克己監督の映画。ホリ企画製作・東宝配給。

## 概要
1955年に公開された左幸子主演・田坂具隆監督の『女中ッ子』（日活）のリメイクで、公開にあたり西河が「女中では差別的で、今のチビッ子たちには意味が分からないし、昌子ちゃんのイメージを加え、（タイトルを）"どんぐりッ子"にしました」と話した。モモトモ映画（山口百恵・三浦友和映画）を当てた実績から西河の意見が通ったものと見られる。

## キャスト
- 織本はつ：森昌子
- 加治木恭平：長門裕之
- 加治木梅子：南田洋子
- 加治木雪夫：菅原靖人
- 加治木勝美：松田洋治
- 加治木あきら：大屋光子
- 野村ひろ子：鳥居恵子
- 若月：沢田勝美
- 野呂夫人：木暮実千代
- 野呂信吾：大塚朝光
- はつの祖母：滝奈保栄
- はつの父：小泉郁之助
- はつの母：有沢正子
- はつの兄：浜田光夫
- はつの兄嫁：梓ようこ
- 洗濯屋：鈴木ヒロミツ
- 自転車屋：青空はるお
- 駅員：谷村昌彦
- 八小父：柳谷寛

## スタッフ
- 監督：西河克己
- 原作：由起しげ子
- 製作：堀威夫・笹井英男
- 脚本：須崎勝弥
- 音楽：高田弘
- 撮影：萩原憲治
- 美術：佐谷晃能
- 照明：熊谷秀夫
- 編集：鈴木晄
- 録音：福島信雅
- スチール：中山章
- 助監督：中川好久

## 製作

### 撮影
モモトモ映画と同様に撮影は東京調布の日活撮影所で行われた。1976年6～7月にかけてほとんどがスタジオ撮影。同時期に日活の久しぶりの一般映画『嗚呼!!花の応援団』の撮影があり、いつもはポルノ女優の姿が目立つ撮影所は、応援団員の「オッス、オッス」のかけ声が一日中響いた。

## 同時上映
- 『風立ちぬ』
  - 主演：山口百恵、三浦友和